# Тасос (периферийная единица)
Родопи (греч. Περιφερειακή Ενότητα Θάσου) — одна из периферийных единиц Греции.
Является региональным органом местного самоуправления и частью административного деления. По программе Калликратиса с 2011 года входит в периферию Восточная Македония и Фракия . 
Административный центр — город Тасос.

## Административно-территориальное деление
Периферийная единица Тасос состоит из одной общины: Тасос.